# Mantequilla de ajo

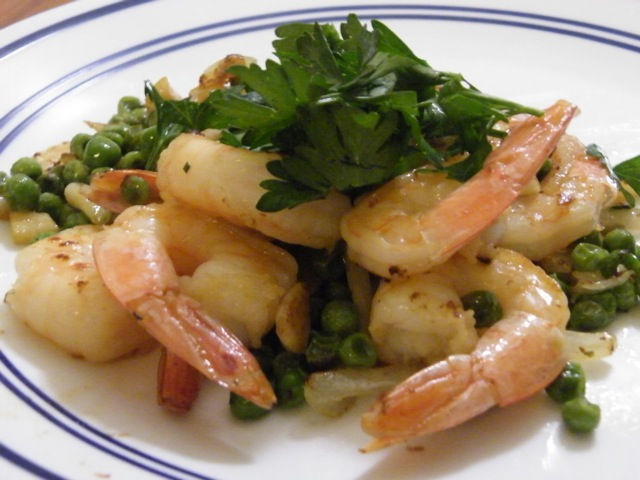
Unas gambas aliñadas con mantequilla de ajo.

La mantequilla de ajo (en francés beurre à la bourguignonne) es una mantequilla elaborada con ajo con el fin de dar sabor a algunos platos. Suele emplearse como un condimento que se unta sobre pan. En algunos casos es empleada al servir ciertos platos de carne, como los filetes. En la cocina francesa es muy empleada para elaborar los escargots à la bourguignonne.